# Unser Mann in Havanna (Roman)
Unser Mann in Havanna ist ein 1958 erschienener Roman von Graham Greene (Originaltitel: Our Man in Havana) Die erste deutschsprachige Übersetzung von Lida Winiewicz erschien 1959 im Paul Zsolnay Verlag, Hamburg und Wien. Diese Übertragung wurde für alle weiteren Ausgaben bis 1995 verwendet, obwohl sie einige Fehler enthält (z. B. wurde im Kapitel Zwischenspiel in London in Teil 2 „intelligence“ mit „Intelligenz“ statt „Geheimdienst“ übersetzt). 1995 publizierte der Zsolnay-Verlag im Zuge einer Neuedition der Werke Greenes eine neue Übersetzung von Dietlind Kaiser.

## Inhalt
Der Roman spielt in Kuba in der Zeit kurz vor der Revolution Castros. Der britische Geheimdienst wirbt in Havanna den Staubsaugervertreter James Wormold als Spion an, der ein „karibisches Agentennetz“ aufbauen soll. Da Wormold wegen seiner leichtsinnigen Tochter Milly unter ständigen Geldsorgen leidet, lässt er sich darauf ein, obwohl er keine Ahnung von nachrichtendienstlicher Arbeit hat.
Die Informationen, die London von ihm erwartet, erfindet er kurzerhand. Den größten Eindruck macht ein von ihm gelieferter Plan eines riesigen militärischen Komplexes, der in Wirklichkeit jedoch lediglich die vergrößerte Konstruktionsskizze eines Staubsaugers darstellt, was aber nicht erkannt wird. Zudem beschäftigt Wormold bald einen Kreis von fiktiven Mitarbeitern – hauptsächlich, um seine Spesenrechnung vergrößern zu können.
Die Zentrale des britischen Geheimdienstes kann sich auf die Meldungen aus Havanna keinen Reim machen, daher wird die Priorität von Wormolds „Außenstelle“ erhöht und ihm zwei weitere Mitarbeiter aus London zur Seite gestellt. Da diese „Neuen“ auch seine fiktiven Mitarbeiter kennenlernen wollen, möchte Wormold diese mittels ebenfalls fiktiver Todesfälle gerne loswerden, aber in diesem Moment bemerkt er, dass eine Serie echter Todesfälle gerade solche Einwohner Havannas zu treffen beginnt, die dieselben Namen haben wie seine fiktiven Mitarbeiter. Offensichtlich sind seine phantasievollen Berichte nicht nur in London wahrgenommen worden, auch wenn unklar bleibt, wer seine Gegenspieler sind. Spätestens jedoch als ihm sein langjähriger Bekannter, der im Exil lebende deutsche Arzt Dr. Hasselbacher, seine erzwungene Verwicklung in die Aktivitäten der Gegenseite gesteht, beginnt er zu begreifen, dass er die Kontrolle verloren hat.
Nach einigen weiteren, teils grotesken Verwicklungen wird Wormold die Sache endgültig zu viel, und er beendet seine Tätigkeit und kehrt aus Havanna nach England zurück. Zuvor erschießt er allerdings einen Agenten, der versucht hatte, ihn zu vergiften, und auch für zwei weitere Tote – darunter Dr. Hasselbacher, der ihn vor dem Giftanschlag gewarnt hatte – mitverantwortlich ist. Seine sämtlichen Erfindungen werden zwar in einem kleinen Kreis britischer Geheimdienstmitarbeiter als solche entlarvt, bleiben allerdings ohne Folgen für diese oder Wormold, da sie gewaltig blamiert wären, würde diese Geschichte ruchbar.

### Das Damespiel
Mr. Wormolds Hobby ist das Sammeln von Whisky-Probefläschchen. In einer Episode des Romans gerät er unter Druck durch Hauptmann Segura, den Polizeichef eines Stadtteils von Havanna, der ein leidenschaftlicher Damespieler ist. Wormold schlägt ihm ein Damespiel vor, wobei die Whiskyfläschchen als Spielsteine dienen („Sie spielen mit dem Scotch, ich mit dem Bourbon.“). Geschlagene Spielsteine müssen sofort ausgetrunken werden – eine Parodie auf ein rückgekoppeltes System, denn ein Vorteil im Spielverlauf verwandelt sich sogleich in einen Nachteil, da der überlegene Spieler schnell völlig betrunken ist.

## Adaptionen

### Verfilmung
Bereits 1959 wurde Unser Mann in Havanna verfilmt. Regie führte Carol Reed; die Hauptrolle des Mr. Wormold spielte Alec Guinness, den korrupten Polizeichef Ernie Kovacs.

### Hörspiele
- 1960 – Unser Mann in Havanna: Regie: Gert Westphal; Mitwirkende: Horst Uhse (Wormold), Karin Eickelbaum (Milly), Kurt Horwitz (Hasselbacher), Hubert von Meyerinck (Abwehrchef), Rudolf Krismanek (Segurd), Konrad Georg (Mundrill), Ludwig Thiesen (Lopez), Gert Westphal (Bankangestellter) u. a. m.; Produktion: Südwestfunk 1960[1]
- 1962 – Unser Mann in Havanna (sechsteilig): Regie: Raoul Wolfgang Schnell; Mitwirkende: Siegfried Wischnewski (Erzähler), Helmut Peine (Hasselbacher), Hermann Lenschau (Wormold), Friedrich W. Bauschulte (Mandrill), Otto Bolesch (Lopez), Fritz Leo Liertz (Bankbeamter), Helga Zeckra (Milly), Robert Meyn (Chef), Charlotte Witthauer (Mrs. Jenkinson); Produktion: Westdeutscher Rundfunk 1962, Erstsendung: 25. Januar 1963[2]

## Ausgaben
- Unser Mann in Havanna. Übersetzt von Lida Winiewicz. Zsolnay, Wien und Hamburg 1955.
- Unser Mann in Havanna. Übersetzt von Dietlind Kaiser. Zsolnay, Wien 1995, ISBN 978-3-552-04704-4.